# Pediatrics
Pediatrics è una rivista medica mensile sottoposta a revisione paritaria e pubblicata dall'American Academy of Pediatrics. Nel numero inaugurale del gennaio 1948, il primo caporedattore della rivista, Hugh McCulloch, ha articolato la visione della rivista: 
Secondo il Journal Citation Reports, la rivista ha ricevuto un fattore di impatto pari a 8,0 per il 2022.

## Capiredattori
Si riporta di seguito l'elenco dei capiredattori della rivista:
- 1948–1954 Hugh McCulloch
- 1954–1961 Charles D. May
- 1962–1974 Clement A. Smith
- 1974–2009 Jerold F. Lucey
- 2009–: Lewis First[2]

## Articoli notevoli
Esempi derivati da it.wikipedia
- B. D. Gessner, G. C. Ives e K. A. Perham-Hester, Association between sudden infant death syndrome and prone sleep position, bed sharing, and sleeping outside an infant crib in Alaska, in Pediatrics, vol. 108, n. 4, 2001-10,  pp. 923–927, DOI:10.1542/peds.108.4.923. URL consultato il 9 aprile 2022. (sindrome della morte improvvisa del lattante)
- Office-based counseling for injury prevention. American Academy of Pediatrics Committee on Injury and Poison Prevention., in Pediatrics, vol. 94, 4 Pt 1, ottobre 1994,  pp. 566-7, PMID 7936874. (sciroppo di ipecac)
- (EN) American Academy of Pediatrics Task Force on Circumcision, Technical Report, in Pediatrics, vol. 130, n. 3, 2012,  pp. e756–e785, DOI:10.1542/peds.2012-1990, ISSN 0031-4005 (WC · ACNP), PMID 22926175. (circoncisione)
- (EN) C Cronk, AC Crocker, SM Pueschel, AM Shea, E Zackai, G Pickens e RB Reed, Growth charts for children with Down syndrome: 1 month to 18 years of age, in Pediatrics, vol. 81, n. 1, 1988,  pp. 102–10, PMID 2962062. (sindrome di Down)
- Sant'Agnese PA, Darling RC, Perera GA, Shea E, Abnormal electrolyte composition of sweat in cystic fibrosis of the pancreas; clinical significance and relationship to the disease, in Pediatrics, vol. 12, n. 5, novembre 1953,  pp. 549–63, PMID 13111855. (fibrosi cistica)
- Millichap JG, Etiologic classification of attention-deficit/hyperactivity disorder, in Pediatrics, vol. 121, n. 2, febbraio 2008,  pp. e358–65, DOI:10.1542/peds.2007-1332, PMID 18245408. (disturbo da deficit di attenzione/iperattività)